# Viva a Juventude!
Viva a Juventude! é o terceiro álbum da banda rock Renato & Seus Blue Caps. Lançado em 1965 pela gravadora CBS. O disco marca a estreia do grupo na CBS.
Aqui se encontram os sucessos "Menina Linda", versão de Renato Barros para "I Should Have Known Better", dos Beatles, "Negro Gato", escrita por Getúlio Côrtes versão de "Three Cool Cats", gravada pelos The Coasters. Posteriormente, Roberto Carlos regravaria a versão de Getúlio em 1966.

## Curiosidades
- Getúlio Cortes participou como convidado em outras faixas, porém não foi creditado.

- A faixa "Sou Feliz Dançando com Você", versão da canção dos Beatles I'm so Happy Just to Dance With You foi escrita por Lílian Knapp, compositora, cantora e modelo, namorada de Renato na época.

- Getúlio Cortes já tinha outras relações com banda, era roadie e chegaram até a dividir um apartamento em Copacabana.

- Cláudio Caribé também participou do álbum, mas o mesmo também não creditado.

- Desde seu lançamento o LP já foi remasterizado em CD quatro vezes.

- A faixa "Menina Linda" teve sua base construída através de uma escaleta, devida a ausência de uma gaita no estúdio.

## Faixas
01 Negro Gato (Getúlio Côrtes)
02 Menina Linda (I Should Have Know Better) (John Lennon; Paul McCartney; Versão; Renato Barros)
03 Tremedeira (Tremarella) (Rossi; Alicata; Vianello; Versão: Neusa de Souza)
04 Querida Gina (Renato Barros)
05 Sou Feliz Dançando com Você (I'm So Happy Just to Dance With You)
06 Gatinha Manhosa (Roberto Carlos; Erasmo Carlos)
07 Canto Pra Fingir (My Whole World in Falling Down) (Jerry Crutchfield; Bill Anderson; Versão: Rossini Pinto)
08 Garota Malvada (I Call Your Name) (John Lennon; Paul McCartney; Versão; Renato Barros)
09 Os Costeletas (Carlinhos)
10 Fruit Cake (B. Tucker)
11 Loop The Loop (Loop di Loop) (Teddy Van; Joe Tong; Versão: Rossini Pinto)
12 Vera Lucia (Renato Barros; Paulo César Barros)